# Captrain España
Captrain España S.A.U. ist ein spanisches Eisenbahnverkehrsunternehmen mit Sitz in Barcelona. Captrain España entstand aus dem Eisenbahnbereich der Unternehmensgruppe Comsa und gehört heute zum Geschäftsbereich Rail Logistics Europe der SNCF.

## Geschichte

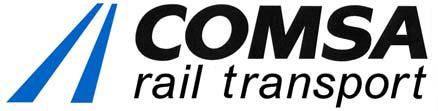
Altes Logo

COMSA Rail Transport wurde 2002 gegründet, um Eisenbahnverkehrsdienste anzubieten. Das umfasst Güter-, Personen- und Arbeitszüge sowie Vermietung von Arbeitszugloks und Dienstleistungen für Gleisanschlüsse.
Im September 2005 wurde COMSA Rail Transport als erstes private Eisenbahnverkehrsunternehmen auf dem spanischen Eisenbahnnetz lizenziert. Nachdem das Unternehmen 2007 das notwendige Sicherheitszertifikat erhalten hatte, startete der Betrieb von Güterzügen. Bereits 2009 fuhren 1000 Güterzüge, darunter Züge für Autoteile für SEAT in Martorell, Kohlezüge von Häfen zum Kraftwerk Compostilla. Außerdem wurden für den Bau der Schnellfahrstrecke Madrid–Levante Lokomotiven bereit gestellt.
2013 kaufte SNCF Logistics 25 % der Anteile an COMSA Rail Transport. Im Juli 2018 kaufte SNCF Logistics die restlichen 75 % und benannte das Unternehmen in Captrain España um.

## Internationale Zusammenarbeit
- 2005: Gründungsmitglied der European Bulls International Railfreight Alliance[5] (bis ca. 2010)
- 2006: fer Polska, ein Gemeinschaftsunternehmen mit Rail4chem[6] (bis ca. 2010)
- 2009: Ibercargo Rail, ein Gemeinschaftsunternehmen mit Takargo Rail (heutige Captrain Portugal)[7]

## Fuhrpark
Im Jahr 2009 fuhren für Comsa Rail drei Diesellokomotiven der Serie 335 (Vossloh Euro 4000), zwei der Serie 317 (Vossloh G 1700 BB), zwei der Serie 312 (ehemalige DSB MZ) und 18 Electroputere LDE2100. Drei Elektrolokomotiven der Serie 253 TRAXX DC wurden im Oktober 2009 ausgeliefert.
2020 bestellte Captrain España über den Vermieter Alpha Trains eine Anzahl Elektrolokomotiven der Serie 256 (Stadler Euro 6000). Der Auftrag von Captain España und Alpha Trains ist der erste, den Stadler Rail für diesen Lokomotivtyp erhalten hat. Auch bei der EURO4000-Lokomotive waren die damalige Comsa Rail Transport und Alpha Trains die Erstkunden.
Der Fuhrpark von 70 Lokomotiven soll 2025/26 um weitere 11 ergänzt werden.
Die Fahrzeughalterkennzeichnung ist CTES.